# Parco nazionale di Sabangau
Il parco nazionale di Sabangau (o Sebangau) è un parco nazionale del Kalimantan Centrale, una provincia dell'Indonesia situata nel Kalimantan, la parte indonesiana dell'isola del Borneo, istituito nel 2004. Tra il 1980 e il 1995 il sito dove ora sorge il parco venne affidato in concessione all'industria del legname, ma anche dopo il 1995 è stato devastato dal disboscamento illegale, tanto che l'85% dei 568.700 ettari del parco è andato distrutto. Nel 2012 meno dell'1% della superficie del parco era stata rimboschita e saranno necessari alcuni secoli prima che esso possa presentare di nuovo il suo aspetto originario.

## Geografia

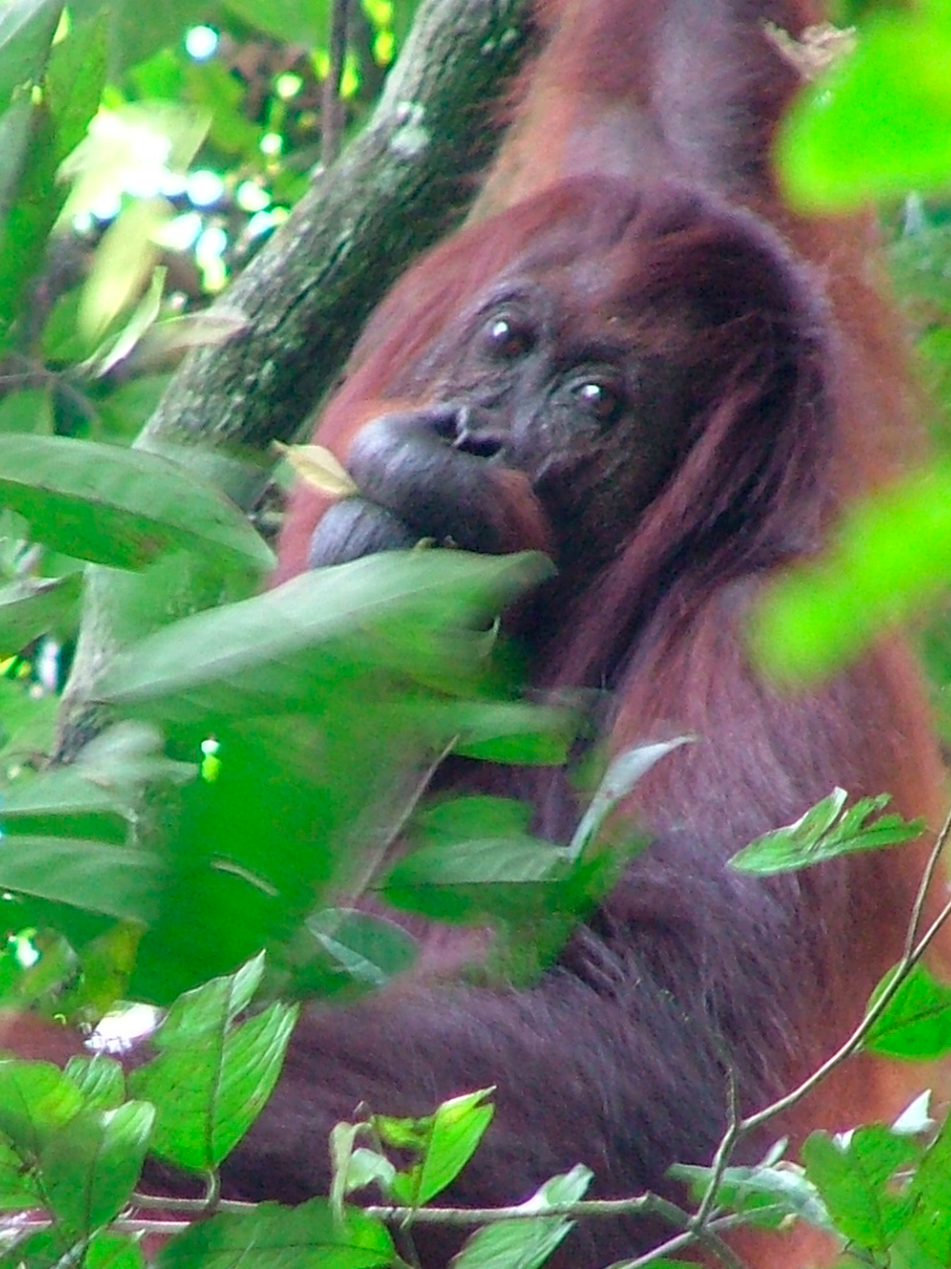
Un orango nel Sabah (Borneo).

Il parco nazionale corrisponde più o meno al bacino del Sabangau, un fiume dalle acque scure. Esso scorre attraverso la foresta torbiera di Kelompok Hutan Kahayan, o di Sabangau, (5300 km²), tra i fiumi Katingan e Kahayan. La foresta torbiera è un ecosistema dal duplice aspetto, dove alberi tropicali diversificati si sviluppano su uno strato spesso 10-12 m di torba, materiale vegetale in parte decomposto e impregnato d'acqua, che a sua volta copre un suolo relativamente sterile.
La parte orientale della foresta gravemente degradata, tra i fiumi Sabangau e Kayahan, è stata destinata ufficialmente all'agricoltura. Tuttavia, dopo il fallimento del Mega Rice Project, nel corso del quale sono state prosciugate vaste aree di foresta torbiera nel tentativo di creare risaie, non sono stati compiuti ulteriori sforzi per renderla adatta a questo scopo.
La foresta è stata danneggiata dal disboscamento legale e illegale e non è più presente una copertura forestale continua che possa consentire agli oranghi di attraversare il fiume. Le immagini satellitari mostrano una griglia di strade, costruite dai taglialegna, in gran parte della foresta.
Tuttavia, la parte occidentale è attualmente protetta, sia come parco nazionale che come area di ricerca. Uno studio condotto nell'area ha dimostrato che l'integrità idrologica della foresta è stata mantenuta ed è quindi ecologicamente resiliente, anche se, data la vicinanza alla capitale regionale Palangka Raya, rimane una zona a rischio.

## Ecologia
Questa foresta ospita la più grande popolazione di oranghi al mondo, stimata in 6910 esemplari nel 2003, oltre ad altre specie rare o uniche. Si stima che la popolazione complessiva dei gibboni dalla barba bianca del bacino del Sabangau sia dell'ordine delle decine di migliaia, ma sta diminuendo rapidamente.
Tra le specie di uccelli vulnerabili presenti ricordiamo la colomba verde maggiore (Treron capellei) e forse la cicogna di Storm (Ciconia stormi) e il marabù minore (Leptoptilos javanicus). Sono attualmente in corso tentativi per stabilire un monitoraggio ecologico a lungo termine nella foresta.